# Gabriel von Seidl
Gabriel von Seidl (9. prosince 1848 Mnichov – 27. dubna 1913 Mnichov) byl německý architekt a představitel historizujícího stylu architektury.

## Vzdělání
Gabriel Seidl se narodil v Mnichově v Bavorsku v roce 1848. Byl prvním synem bohatého pekaře Antona Seidla a jeho manželky Therese, dcery známého sládka Gabriela Sedlmayra. Seidl nejprve vystudoval strojní inženýrství na Technické univerzitě (TUM) v Mnichově. Pracoval jako strojní inženýr v Anglii, kde zjistil, že jeho skutečný talent spočívá v oblasti architektury. Následně začal studovat na Akademii výtvarných umění v Mnichově. Jeho studia byla přerušena v letech 1870–1871 kvůli jeho dobrovolnické účasti ve francouzsko-pruské válce. Po delší době studia v Římě si v roce 1878 otevřel ateliér interiérového designu.

## Kariéra
Byl členem Bavorského spolku uměleckých řemesel založeného v roce 1851 a rychle si získal obdiv jeho členů, včetně Lorenze Gedona, Rudolfa von Seitze a Fritze von Millera.
Od roku 1866 byl, stejně jako jeho bratranec Gabriel Ritter von Sedlmayr, členem sboru Germania Mnichov. Nejenže byl až do své smrti věrným sborovým bratrem, ale také kreslil plány stavby sborového domu a osobně dohlížel na postup prací.
V roce 1890 se oženil s Franziskou Neunzertovou, dcerou lesníka. Narodilo se jim pět dětí. Jeho bratr Emanuel von Seidl byl také architekt, ale protože se jeho tvorba soustředila především na soukromé obytné stavby, není dnes tak známý.
V roce 1900 byl vyznamenán Řádem bavorské koruny za zásluhy. Tím byl povýšen do šlechtické třídy a stal se z něj Ritter von Seidl.[zdroj?]
V roce 1902 založil Isartalverein (Sdružení údolí Isar) a brzy se připojilo do elitního mnichovského kulturního establishmentu. Sdružení pracovalo pro zachování přírodních krás údolí Isar. Isartalverein byl založen s cílem zabránit dalšímu ničení údolí po zřízení prvních elektráren v tomto údolí ze strany energetické společnosti Isarwerke GmbH.[zdroj?]
V letech 1903 a 1904 byly v Německu zaznamenány první masové protesty proti velkým inženýrským projektům, které změnily ekosystémy. Tyto masové protesty byly veřejně podporovány členy Vilhelminské elity, třeba jako Werner Sombartem, a Maxem Weberem. Bund Heimatschutz (zkráceně BHU, Federace domovské konzervace) byl, stejně jako National Trust ve Spojeném království, sestaven tak, aby oslovil co nejvíce Němců. Theodor Fischer a von Seidl se připojili k BHU jako mnichovští urbanisté a architekti.
V roce 1908 mu bylo uděleno pruské vyznamenání Pour le Mérite. Dne 14. dubna 1909 byl za stavbu nové budovy Historického muzea Falcka ve Špýru jmenován čestným občanem tohoto města. V roce 1913 byl jmenován čestným občanem Mnichova.

## Úmrtí
Zemřel v roce 1913 ve své obytné a kancelářské budově v Mnichově. Je pohřben na hřbitově Alter Südfriedhof v Mnichově.

## Vyznamenání
- Čestný kurátor Bavorského národního muzea
- Čestný člen Akademie výtvarných umění v Mnichově
- Královský Bavorský profesor
- Čestný doktorát z Technické univerzity Mnichov
- Čestný občan Mnichova
- Čestná občan Špýru
- Čestná občan Bad Tölze

## Odkaz
Gabriel-von-Seidl-Gymnasium v Bad Tölzu nese jeho jméno. Jsou po něm pojmenovány ulice nebo náměstí v Brémách, Gräfelfingu, Grünwaldu, Norimberku, Pullachu a Wormsu. Isartalverein na jeho památku vztyčil v roce 1922 v Pullachu pamětní sloup.